# Sân bay quốc tế Francisco Mendes
Sân bay quốc tế Francisco Mendea (IATA: RAI, ICAO: GVNP) là một sân bay ở đảo Santiago ở Cabo Verde. Sân bay này được khai trương năm 1961, được đặt tênt heo nhà dân tộc chủ nghĩa Francisco Mendes. Sân bay Praia nằm cách trung tâm Praia 2 km về phía đông ở một phần đông nam của đảo Santiago.
Cuối năm 2005, Francisco Mendes đã được thay thế bằng Sân bay quốc tế Praia mới. Chuyến bay đầu tiên đến sân bay mới đã bắt đầu vào ngày 23 tháng 10 năm 2005. Sân bay quốc tế chính của Cabo Verde vẫn là Sân bay quốc tế Amilcar Cabral trên đảo Sal.

## Các hãng hàng không và các tuyến bay
- Air Senegal International (Dakar)
- Cabo Verde Express (Sal)
- TACV (Banjul [Code-share with GIA], Boa Vista, Boston, Bissau, Dakar, Fortaleza, Lisbon, London-Stansted[1], Maio, Manchester [mùa Hè năm 2008], Sal, Fogo, São Nicolau, São Vicente)
- TAP Portugal (Lisbon)[2]

## Các hãng bay thuê bao
- TUIfly Nordic (Stockholm-Arlanda, Gothenburg)